# Castela coccinea
Castela coccinea là một loài thực vật có hoa trong họ Thanh thất. Loài này được Griseb. mô tả khoa học đầu tiên năm 1874.